# Ernst Heinkel
Ernst Heinrich Heinkel, född 24 januari 1888 i Remshalden-Grunbach, död 30 januari 1958 i Stuttgart, var en tysk ingenjör och företagare.
Ernst Heinkel arbetade efter Första världskriget först för Karl Caspar på Caspar-Werke i Lübeck, men grundade 1922 det egna företaget Heinkelverken i Warnemünde-Rostock och var företagets ledare fram till 1945.
Under Heinkels ledning byggdes 1939 världens första jetplan, He 178, och världens första flygplan med reglerbar raketmotor, He 176. Det senare överskred vid provflygningen den 3 juli 1939 850 km/h vid en tidpunkt då det officiella hastighetsrekordet var 755 km/h.

## Fotnoter
1. 1 2  Brockhaus Enzyklopädie, Brockhaus Enzyklopädie-ID: heinkel-ernst-heinrich, läst: 9 oktober 2017.[källa från Wikidata]
2. 1 2  Gran Enciclopèdia Catalana, Grup Enciclopèdia Catalana, Gran Enciclopèdia Catalana-ID (tidigare schema): 00323420030866.[källa från Wikidata]
3. ↑  Dalibor Brozović & Tomislav Ladan, Hrvatska enciklopedija, lexikografiska institutet Miroslav Krleža, 1999, Hrvatska enciklopedija-ID: 24785.[källa från Wikidata]
4. 1 2  Aleksandr M. Prochorov (red.), ”Хейнкель Эрнст”, Большая советская энциклопедия : [в 30 т.], tredje utgåvan, Stora ryska encyklopedin, 1969, läst: 28 september 2015.[källa från Wikidata]
5. 1 2 3  Tjeckiska nationalbibliotekets databas, NKC-ID: osa20201095292, läst: 19 december 2022.[källa från Wikidata]